# Hiroaki Sato
Hiroaki Sato, född 5 februari 1932 i Hyōgo prefektur, Japan, död 1 januari 1988, var en japansk fotbollsspelare.